# مانويل حساسيان
مانويل حساسيان (وُلد 28 ديسمبر 1953 في القدس - ) دبلوماسي، وسياسي، وبروفيسور من دولة فلسطين. شغل منصب ممثل دولة فلسطين لدى المملكة المتحدة منذ 31 أكتوبر 2005 وحتى 2018، شغل بين عامي 2018 و2019 منصب سفير دولة فلسطين لدى المجر. وفي 20 أكتوبر 2020 قدم أوراق اعتماده سفيرًا لدولة فلسطين لدى الدنمارك.

## النشأة
وُلد مانويل سركيس حساسيان في 28 ديسمبر 1953 بمدينة القدس، دولة فلسطين. غادر إلى لبنان بعد انتهاء دراسته الثانوية للحصول على التعليم العالي، وحصل على درجة البكالوريوس في العلوم السياسية من الجامعة الأمريكية في بيروت عام 1975، ودرجة الماجستير في العلاقات الدولية من جامعة توليدو، ولاية أوهايو بالولايات المتحدة عام 1976 ولاحقًا الدكتوراه في السياسات المقارنة من جامعة سينسناتي، ولاية أوهايو بالولايات المتحدة عام 1986.